# Potentilla tabernaemontani
Potentilla tabernaemontani es una especie de plantas del género Potentilla. Se distribuye por Europa y vegeta en hábitats secos, rocosos y calizos, como prados, márgenes de carretera y taludes. En jardinería se suele utilizar como planta de rocalla.

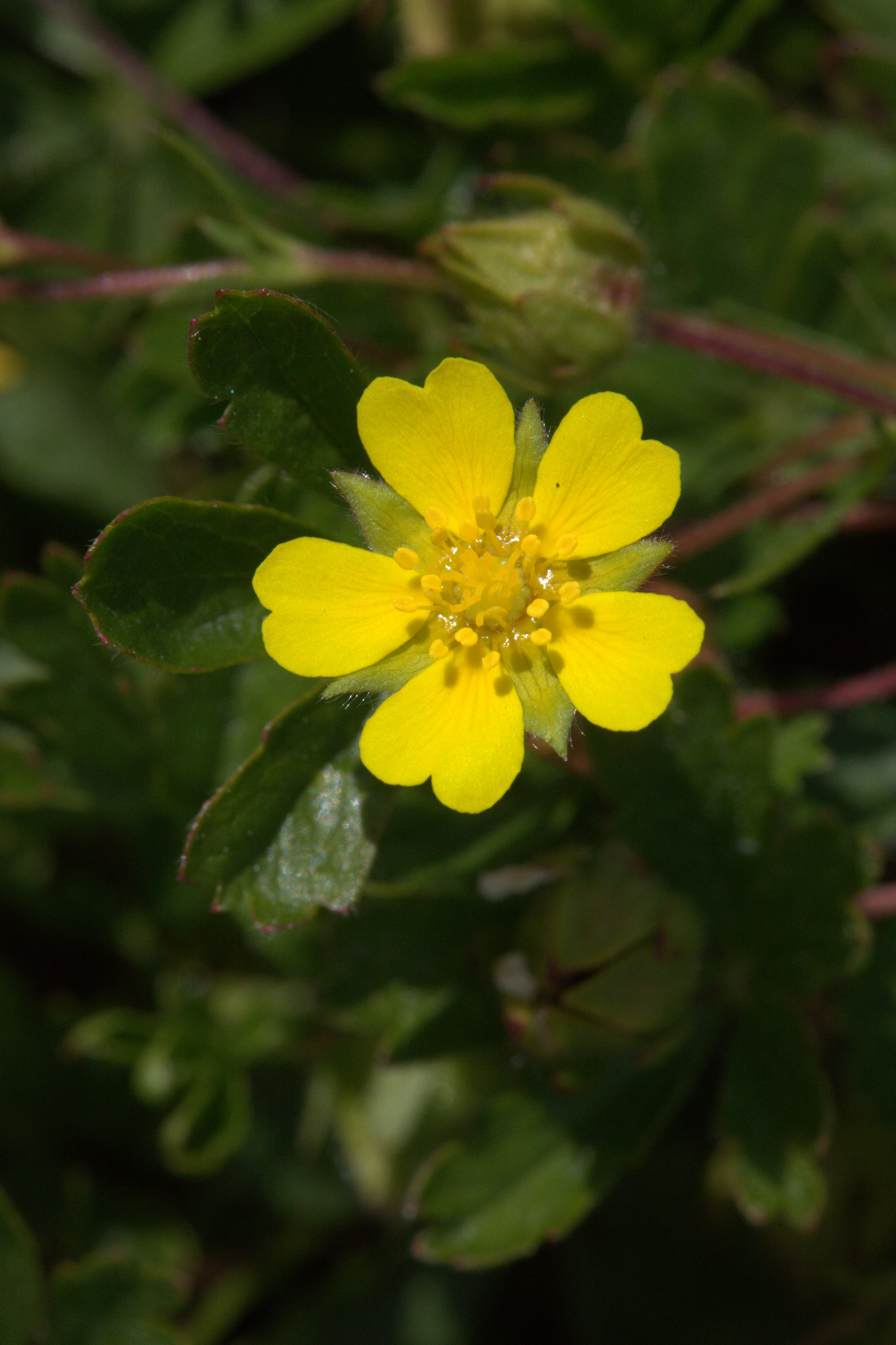
Vista de la planta con flor

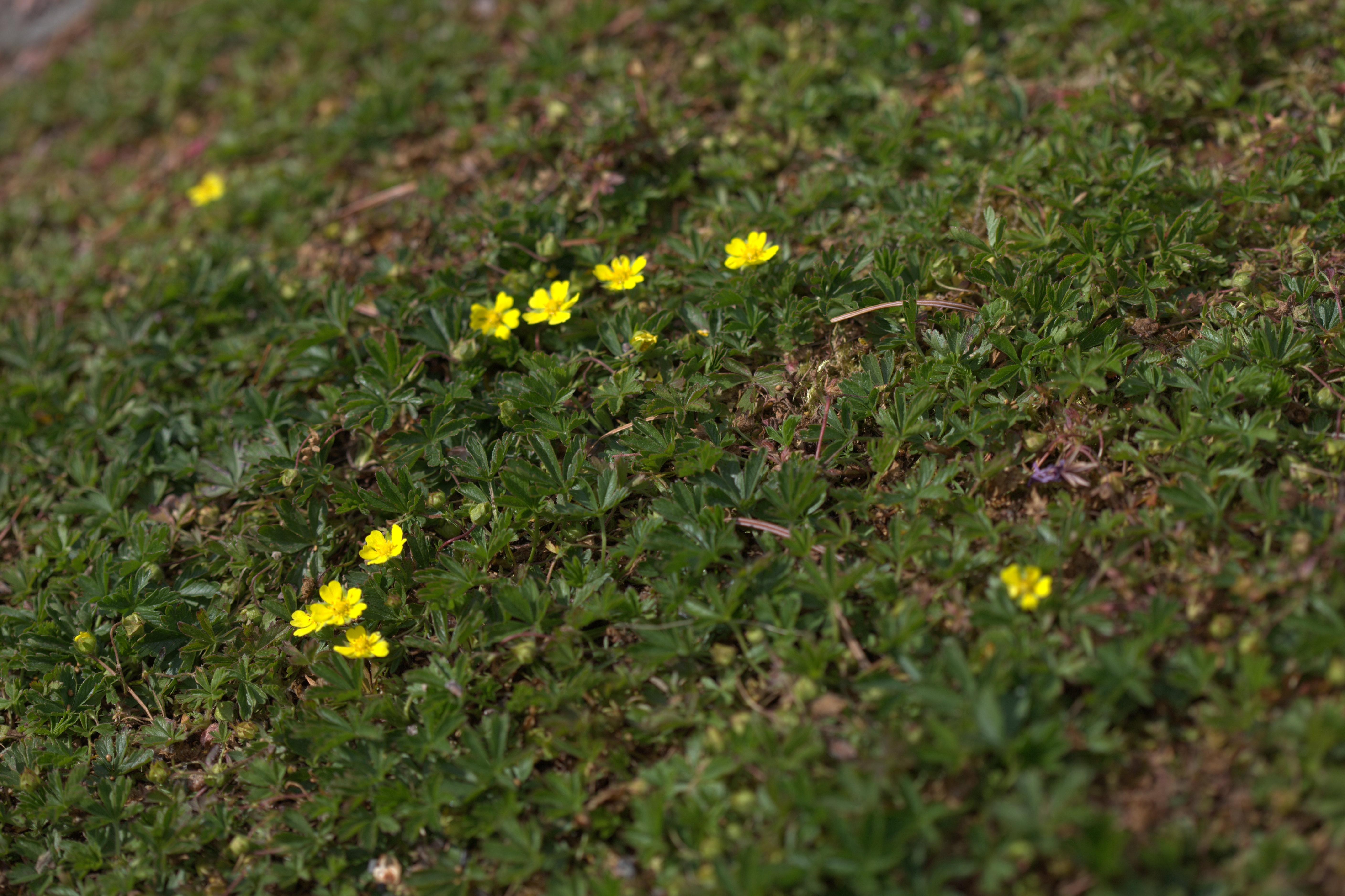
En su hábitat

## Descripción
Planta vivaz rastrera que no levanta más de 15 cm del suelo, con tallos tumbados o inclinados. Hojas pelosas, palmeadas, divididas en segmentos como dedos, dentados y en número de 5 a 7. Estípulas lineares o linear-triangulares. Flores provistas de un calículo formado por segmentos lanceolados, generalmente más cortos que los sépalos. Estos últimos ovalados y en número de 5. Los 5 pétalos amarillos son más largos que los sépalos. Estilo en maza. El fruto es un aquenio rugoso. Florece a principios de la primavera.

## Taxonomía
Potentilla tabernaemontani fue descrita por Paul Friedrich August Ascherson y publicado en Verhandlungen des Botanischen Vereins für die Provinz Brandenburg und die Angrenzenden Länder 32: 156. 1891.
Etimología
Potentílla: nombre genérico que deriva del latín postclásico potentilla, -ae de potens, -entis, potente, poderoso, que tiene poder; latín -illa, -illae, sufijo de diminutivo–. Alude a las poderosas presuntas propiedades tónicas y astringentes de esta planta. 
tabernaemontani: epíteto otorgado en honor del botánico Tabernaemontanus.
Sinonimia
- Potentilla verna (L.) Hook.
- Potentilla xerophila Jord. ex Verl. 1856
- Potentilla vitodurinensis Zimmeter 1884
- Potentilla turicinensis Zimmeter 1884
- Potentilla neumanniana Rchb. 1832
- Potentilla syenitea Jord. in Verl. 1857
- Potentilla siegfriedii Zimmeter 1889
- Potentilla serotina Vill. 1788
- Potentilla scoparioides P.Monts. 1974
- Potentilla schwarzii Poeverl.
- Potentilla prostrata Haenke ex Pohl 1874
- Potentilla porrigens Zimmeter 1884
- Potentilla opaca L. 1759
- Potentilla neumanniana var. hirsuta (DC.) O.Bolòs & Vigo 1984
- Potentilla montivaga Timb.-Lagr. 1870
- Potentilla minor Giraudias [1894, Bull]
- Potentilla mascunii P.Monts. 1974
- Potentilla magna Jeanb. & Timb.-Lagr. 1879
- Potentilla incana Moench 1802
- Potentilla guarensis P.Monts. 1974
- Potentilla explanata Zimmeter 1884
- Potentilla croceolata (Johanss.) Johanss. 1910
- Potentilla chaubardiana Timb.-Lagr. 1856
- Potentilla candollei Jeanb. & Timb.-Lagr. 1879
- Potentilla billotii Boulay 1869
- Potentilla australis Timb.-Lagr. 1871
- Potentilla agrivaga Jeanb. & Timb.-Lagr. 1879
- Potentilla aestiva Haller f. in Ser. 1820
- Dynamidium xerophilum Timb.-Lagr. 1870
- Dynamidium vivariensis Fourr. 1868
- Dynamidium syeniteum (Jord.) Fourr. 1868
- Dynamidium stipulaceum Timb.-Lagr. 1870
- Dynamidium chaubardianum (Timb.-Lagr.) Timb.-Lagr. 1870
- Dynamidium australe Timb.-Lagr. 1870
- Dynamidium agrivagum Timb.-Lagr. 1870
- Potentilla tabernaemontani subsp. hirsuta (DC.) O.Bolòs & Vigo 1974
- Potentilla opaca var. neumanniana (Rchb.) Nyman 1878
- Dynamidium montivagum (Timb.-Lagr.) Fourr.[3]